# Madonna Vasari
La Madonna Vasari è un dipinto a olio su tavola (63,5x50,7 cm) del Parmigianino, databile al 1529 circa e conservato nella Courtauld Gallery a Londra.

## Storia e descrizione
L'opera è in genere identificata con quella orgogliosamente ricordata da Giorgio Vasari come abbozzata a Bologna che fu poi venduta "a Giorgio Vasari aretino". Dopo ignoti passaggi di proprietà venne a trovarsi nelle collezioni di lord Kinnard e da lì fu acquistata dal conte Seilern tramite Colnaghi (1965). Si trova nel museo londinese dal 1981. In un disegno preparatorio all'Albertina di Vienna si nota anche la presenza di un angelo poi omesso.
È parzialmente incompiuto. Se l'architettura dello sfondo e il tendaggio sono infatti finiti, le due figure principali della Madonna e del Bambino mostrano tratti veloci e corsivi, con la preparazione che affiora qua e là, soprattutto nel mantello della Vergine in larghissima parte da dipingere. L'opera si accorda su tonalità rosa salmone per le due figure in primo piano, alle quali fanno da controcanto le note azzurrine dello sfondo. Maria è seduta su una specie di giaciglio a destra, di profilo, e con una mano si allunga per prendere una mano del Bambino, ritratto con le gambe scorciate, a sinistra.
L'architettura ricorda esempi romani, così come la sciolta composizione si rifà alle Madonne di Raffaello; la posizione di Maria sembra poi citare la Sibilla Eritrea di Michelangelo nella volta della Cappella Sistina. Tali elementi hanno fatto anticipare da alcuni critici la datazione agli anni immediatamente precedenti al periodo bolognese, quelli del soggiorno romano. Resta però un dato di fatto la particolare tecnica "impressionistica" (pennellate non fuse, impasto cromatico denso) che, per quanto accentuata dalla non finitezza dell'opera, resta una caratteristica tipica delle opere a cavallo tra la fine degli anni venti e l'inizio del decennio successivo. La stessa figura del Bambino si avvicina a quella nella Madonna di Santa Margherita, opera cardine del soggiorno bolognese, completata nel 1530.